# ریکاردو پرز گودوی
ریکاردو پرز گودوی (انگلیسی: Ricardo Pérez Godoy; زاده ۹ ژوئن ۱۹۰۵ – درگذشته ۲۶ ژوئیه ۱۹۸۲) یک سیاست‌مدار اهل پرو بود. وی از ژوئیه ۱۹۶۲ تا مارس ۱۹۶۳ رئیس‌جمهور این کشور بود.